# Palazzo Santa Elisabetta

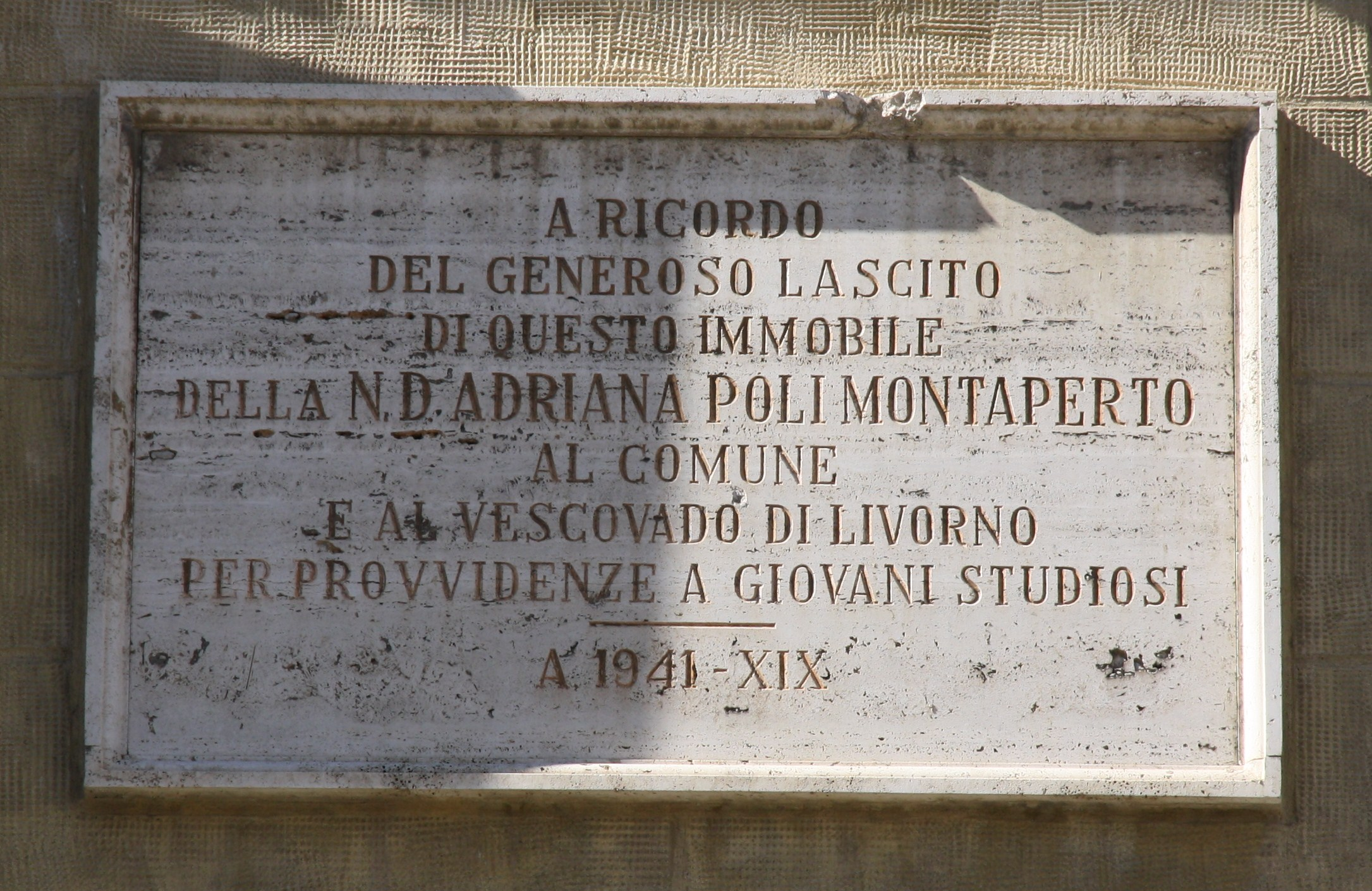
Targa che ricorda il lascito di Adriana Poli Montaperto

Palazzo Santa Elisabetta è ubicato a Livorno, all'intersezione tra corso Mazzini e via Marradi, dinnanzi a piazza Attias, di cui costituisce una delle principali emergenze architettoniche.

## Storia e descrizione
Il palazzo fu innalzato sul lato opposto di villa Attias intorno al 1858 e nel 1860 risultava pressoché terminato.
Costruito sui terreni un tempo appartenenti ai fratelli Patron, nel 1874 fu donato da Francesco Poli alla figlia, la poetessa Adriana, in occasione delle nozze con il nobile siciliano Salvatore Montaperto, duca di Santa Elisabetta.
Adriana, che nel 1929 fu premiata dall'Accademia di Francia in un concorso di poesia francese e che era nota negli ambienti letterari con lo pseudonimo di Duchessa di Santa Elisabetta, istituì nel palazzo un rinomato circolo culturale, frequentato da letterati, musicisti, pittori e uomini di scienza.
Alla sua morte l'edificio fu donato al vescovo e al podestà di Livorno, come riportato in una lapide apposta sulla facciata per volere della stessa duchessa con la convenzione che non potessero essere poste insegne pubblicitarie sulla sua facciata.
Il palazzo, restaurato negli ultimi anni del XX secolo dopo un periodo di abbandono, riprende lo stile dei palazzi fiorentini del Rinascimento, con un rivestimento rustico in bugnato che si fa sempre meno pronunciato agli ordini superiori.